# RED (album de M. Pokora)
Pour les articles homonymes, voir Red.
Albums de M. Pokora
À la poursuite du bonheur - Live à Bercy
(2013) My Way
(2016)
Singles
1. On danse
Sortie : 9 octobre 2014
2. Le Monde
Sortie : 1er décembre 2014
3. Mieux que nous
Sortie : 30 mars 2015
4. Voir la nuit s'emballer
Sortie : 8 juin 2015
5. Wohoo
Sortie : 5 octobre 2015

RED (Rythmes Extrêmement Dangereux) est le sixième album studio du chanteur français M. Pokora, sorti en 2015. 
Il fait suite à À la poursuite du bonheur (2012) et à sa participation à la comédie musicale Robin des Bois (2013). La semaine de sa sortie en France, l'album se classe numéro 1 des ventes d'albums.

## Pistes
| 1.  | Intro RED                      | M. Pokora, Renny Rich, Ray Rich                                                                      | Giovanni Casu, Wayne Beckford, Remi Fontaine-Berger         | 1:12 |
| 2.  | Avant nous                     | M. Pokora, Monsieur Maleek, Leon Else, Jean-Yves Ducornet, Patrick James Schwartz, Aydelott McKenzie | Yves Ducornet                                               | 3:13 |
| 3.  | Voir la nuit s'emballer        | Thomas Troelsen, Justin Franks, Ester Dean, Monsieur Maleek                                          | William Lobban-Bean, Tanner Delmar, Tyler Delmar, Will Cook | 3:06 |
| 4.  | Le Monde                       | Yohann Malory, Tristan Salvati                                                                       | Yohann Malory, Tristan Salvati                              | 3:14 |
| 5.  | Mieux que nous (feat. Soprano) | Soprano, Corneille, Sofia de Medeiros, Obi Fred Ebele, Uche Ben Ebele, Andreas Hagos                 | Da Beat Freakz                                              | 4:24 |
| 6.  | Go Mama (feat. Wayne Beckford) | Wayne Beckford, M. Pokora, Rémi Fontaine-Berger                                                      | Beckford, Renny Rich, Ray Rich, Giovanni Casu               | 3:06 |
| 7.  | J'le fais quand même           | M. Pokora, Monsieur Maleek, Matthieu Mendès, Joe Rafaa                                               | Matthieu Mendès                                             | 2:50 |
| 8.  | Wohoo                          | M. Pokora, Jennifer Ayache, Matthieu Mendès, Joe Rafaa                                               | Matthjieu Mendès                                            | 3:22 |
| 9.  | Entre parenthèses              | Yohann Malory, Tristan Salvati, Hervé Vérant                                                         | Yohann Malory, Tristan Salvati                              | 3:20 |
| 10. | Je te mentirai                 | M. Pokora, Monsieur Maleek, Joe Rafaa                                                                | Joe Rafaa                                                   | 3:55 |
| 11. | Ensemble                       | M. Pokora, Monsieur Maleek, Joe Rafaa                                                                | Matthieu Mendès                                             | 3:08 |
| 12. | On danse                       | M. Pokora, Bina, Michael Diskint, Philipp Lawrence, Jean-Yves Ducornet                               | Philipp Lawrence, Jean-Yves Ducornet                        | 3:13 |
| 13. | Cœur voyageur                  | Christophe Miossec, Yohann Malory, Tristan Salvati                                                   | Yohann Malory, Tristan Salvati                              | 3:21 |
|     | Bonus                          | |                                                             |      |
| 14. | Ma jolie                       | M. Pokora, Philip Lawrence, Monsieur Maleek, Jean-Yves Ducornet, Michaël Diskint                     | Ducornet                                                    | 3:41 |
| 15. | Le Monde (Version acoustique)  | Yohann Malory, Tristan Salvati                                                                       | Yohann Malory, Tristan Salvati                              | 3:25 |

## Clips videos
- On danse : 29 octobre 2014
- Le Monde : 8 décembre 2014
- Mieux que nous (avec Soprano) : 1er avril 2015
- Voir la nuit s'emballer : 2 juillet 2015

## Thèmes
Dans Intro RED, Matt aborde le thème de la danse, ainsi qu'aux titres On danse et Avant nous où il parle de l'histoire et quelques légendes.
Dans Mieux que nous, M. Pokora aborde le thème du divorce, une situation qu'il a lui-même vécue dans son adolescence.

## Classements
| Classement (2015)            | Meilleure position |
| ---------------------------- | ------------------ |
| France (SNEP)                | 1                  |
| Belgique (Wallonie Ultratop) | 1                  |
| Suisse (Schweizer Hitparade) | 4                  |
| Belgique (Flandre Ultratop)  | 67                 |

## Certifications
| Région                                                                                                 | Certification | Ventes/Streams |
| --- | ------------- | -------------- |
| Belgique (BEA)                                                                                         | Platine       | 130 000*       |
| France (SNEP)                                                                                          | 2 × Platine   | 270 000*       |
| *Ventes selon la certification ^Mise en rayon selon la certification xNon précisé par la certification |               |                |